# Okuhara Takashi
Takashi Okuhara (sinh ngày 31 tháng 7 năm 1972) là một cầu thủ bóng đá người Nhật Bản.

## Sự nghiệp câu lạc bộ
Takashi Okuhara đã từng chơi cho FC Tokyo.